# Centre national des indépendants de gauche, des républicains socialistes et des socialistes indépendants
Le Centre national des indépendants de gauche, des républicains socialistes et des socialistes indépendants (CNIG) est un groupement électoral créé en 1954, qui présenta des listes dans les élections législatives de 1956.

## Organisation
Le "Centre national des indépendants de gauche, des républicains socialistes et des socialistes indépendants" n'est pas réellement un parti, avec des militants, des structures propre. 
Il s'agit plus d'un club de soutien à Louis-François Dubosc, ancien socialiste SFIO exclu pour faits de collaboration. 

## Histoire
Ce dernier a fait partie du Parti socialiste démocratique dès 1945, il a représenté ce parti au sein du Rassemblement des gauches républicaines, dont il a été vice-président de 1949 à 1950. 
Mais il quitte le PSD après les municipales de 1953, pour créer sa propre structure, tout en restant proche du RGR. 
En 1957 Louis-François Dubosc rejoint le Centre républicain, ce qui met fin à l'existence du micro-parti.

## Idéologie
Très anticommuniste, pro Algérie française et anti-gaulliste, le parti relève de la frange la plus à droite du Rassemblement des gauches républicaines. 

## Résultats
Il présente moins de trente listes lors des élections législatives de 1956, ce qui ne lui permet pas de conclure des apparentements. 
Ces listes auront pour la plupart quasiment aucune voix. Celles qui ont été déposées pour atteindre le seuil des apparentements n'étant en réalité que des enregistrements en préfecture, sans aucune campagne ni impression de bulletin après.